# 河東道 (清朝)
河東道，清朝到民国初期设置的道，属于山西省。

## 清朝
河東道，清朝设置的道。辖2府4州：
- 蒲州府
- 平阳府
- 解州直隸州
- 絳州直隸州
- 隰州直隸州
- 霍州直隸州

## 民国
民国二年（1913年）3月置河东道。道尹为要缺，二等，驻安邑县运城（今运城市）。民国十六年（1927年）废。1915年辖35县：
1. 临汾县
2. 洪洞县
3. 浮山县
4. 乡宁县
5. 安泽县
6. 曲沃县
7. 翼城县
8. 汾城县
9. 襄陵县
10. 吉县
11. 永济县
12. 临晋县
13. 虞乡县
14. 荣河县
15. 万泉县
16. 猗氏县
17. 解县
18. 安邑县
19. 夏县
20. 平陆县
21. 芮城县
22. 新绛县
23. 垣曲县
24. 闻喜县
25. 绛县
26. 稷山县
27. 河津县
28. 霍县
29. 汾西县
30. 灵石县
31. 赵城县
32. 隰城县
33. 大宁县
34. 蒲县
35. 永和县